# Sini
Sini (sardinsky: Sìni) je italská obec (comune) v provincii Oristano v regionu Sardinie. Nachází se ve výšce 255 metrů nad mořem a má 440 obyvatel. Rozloha obce je 8,75 km².